# Tătaru, Suceava
Tătaru este un sat în comuna Poiana Stampei din județul Suceava, Bucovina, România.
 Acest articol despre o localitate din județul Suceava este deocamdată un ciot. Puteți ajuta Wikipedia prin completarea lui.